# Kuusalu
Kuusalu (em estoniano:  Kuusalu vald) é um município rural estoniano localizado na região de Harjumaa.